# Megye (település)
Megye (szlovákul: Medzany) község Szlovákiában, az Eperjesi kerület Eperjesi járásában.

## Fekvése
Eperjestől 10 km-re északnyugatra, a Tarca és Sáros vára mellett fekszik.

## Története
A falut 1248-ban „Megyepotoka” alakban említik először. Határában a 13. század első felében épített vár állott, melyet a 15. században leromboltak. 1427-ben „Mege” néven tűnik fel újra a dézsmajegyzékben. Ekkor 19 portája adózott. A sárosi váruradalomhoz tartozott. 1787-ben 58 házában 380 lakos élt.
A 18. század végén Vályi András így ír róla: „MEGYE. Elegyes falu Sáros Várm. fekszik Kis Sároshoz nem meszsze, mezeje jó, és tágas, fája kevés, piatzozó helye kettő, mellyek között fekszik.”
1828-ban 78 háza és 582 lakosa volt, akik földműveléssel, erdei munkákkal, kosárfonással, gyógyolaj készítéssel foglalkoztak.
Fényes Elek 1851-ben kiadott geográfiai szótárában így ír a faluról: „Megye, tót falu, Sáros vmegyében, N.-Sároshoz 3/4 órányira: 435 kath., 145 evang. lak., sok szántófölddel. F. u. a gr. Wolkenstein örökösei.”
1920 előtt Sáros vármegye Kisszebeni járásához tartozott.
2019. március 16-án a helyi választókörzetben történt incidens miatt az elnökválasztást több mint egy órával meg kellett hosszabbítani, így a részeredmények közzététele is országos szinten csúszott.

## Népessége
| Év:            | 1994. | 2004. | 2014.    | 2024.    |
| -------------- | ----- | ----- | -------- | -------- |
| Emberek száma: | 525   | 609   | 815      | 1095     |
| Eltérés:       |       | +16 % | +33,82 % | +34,35 % |

| Év:            | 2023. | 2024.   |
| -------------- | ----- | ------- |
| Emberek száma: | 1065  | 1095    |
| Eltérés:       |       | +2,81 % |

1910-ben 486, túlnyomórészt szlovák lakosa volt.
2001-ben 571 lakosából 551 szlovák volt.
2011-ben 735 lakosából 710 szlovák.

## Nevezetességei
- A Mindenszentek tiszteletére szentelt, római katolikus temploma 1810-ben épült klasszicista stílusban. Később többször megújították. Tornya korábbi, reneszánsz alapokon épült.